# Tilapia nyongana
Tilapia nyongana är en fiskart som beskrevs av Thys van den Audenaerde, 1971. Tilapia nyongana ingår i släktet Tilapia och familjen Cichlidae. IUCN kategoriserar arten globalt som livskraftig. Inga underarter finns listade i Catalogue of Life.